# 해남 신안리 석불입상 및 석탑
해남 신안리 석불입상 및 석탑은 대한민국 전라남도 해남군 해남읍에 있다. 2015년 6월 29일 해남군의 향토문화유산 제24호로 지정되었다.

## 개요
신안리 석불입상은 마을에서 동쪽으로 500m 떨어진 덕음산 중턱에 있는 미륵당에 모셔져 있고, 석탑은 같은 지내에 위치하고 있다.
석불은 여러 군데가 파손된 상태로 있으며, 조성 시기는 조각수법과 옥개석등의 조형상으로 보아 고려 중기 이후로 추정하고 있다.
석불의 크기는 높이 170cm, 몸통 160cm이며 어깨폭이 60cm이다.
신안리 석탑의 크기는 높이 140cm, 너비 130cm이며, 훼손되어 부분적으로 남아 있으나, 해남지역에 많지 않은 석탑재로써 귀중한 문화재 자료이다.